# Pag-ost

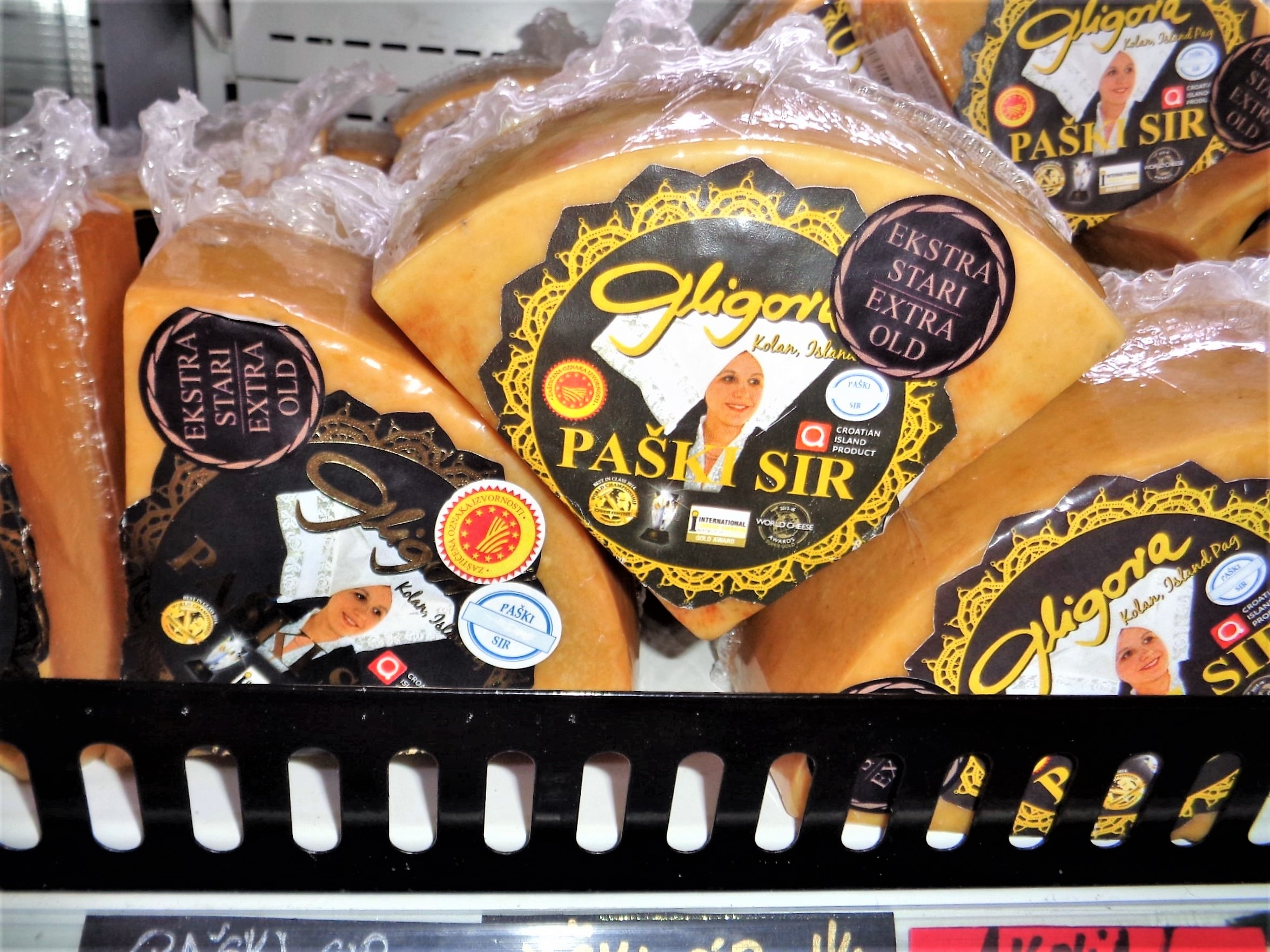
Pag-ost

Pag-ost (kroatiska: Paški sir) är en hård fårost med, distinkt smak från ön Pag i Kroatien. Osten är en autokton, internationellt känd specialitet och symbol för Pag.
På den karga ön Pag är fåruppfödning en av de viktigaste näringarna. Totalt finns det 40–45 000 får på ön och deras bete, som består av olika kryddväxter, ger Pag-osten dess smak. Vid tillverkning av 1 kg av osten krävs 7 liter fårmjölk. Vid tillverkningen täcks ostarna med olivolja och lagras därefter.